# Alföldi László András
Alföldi László András (névvariáns: Alföldi László) (Budaörs, 1948. február 20. —) magyar festőművész, művészeti író.

## Életpályája
Festészeti tanulmányokat és műhelygyakorlatokat a Moholy-Nagy László Szabadiskolában (1968-69), majd a Budapesti Pedagógus Képzőművész Stúdióban (1984-1995) folytatott. Mesterei Aradi Jenő és Fischer Ernő. Aktív alkotó művész, aki rendszeresen kiállításokon megméretteti alkotásait, jeles művészetszervezői és műelemzői tevékenységet is folytat, bemutatta, elemezte Fischer Ernő, Kölűs Judit alkotásait. Fotóival, reprodukcióival közreműködik képzőművészeti kötetek kiadásában. Egyesületi működése is jelentős.

## Művészete
„Művészi útkereső éveiben egyik mentorától, Fischer Ernőtől a felület és a réteg viszonyának tiszteletét tanulta meg. Nem csoda tehát, hogy a rétegátalakítás a most bemutatott képein is meghatározó, méghozzá háromszorosan.
Először is, az eredeti képről saját és sajátos technikája révén elvesz vagy visszavesz részleteket. Az elvétel mértéke változik, sokszor csak apró darabok tűnnek el, és viszonylag látható marad az eredeti kép. Máskor nagyobb területek szakadnak ki, néhol pedig szinte teljes lecsupaszítás figyelhető meg. Ahol csak foszlányokban marad meg az eredeti fotó harsogó színvilága.
A rétegalakítás és képépítés második állomása maga a kollázstechnika. Az átdolgozott, visszatépett képek egymás mellé és egymásra helyezett struktúrája alakítja tovább a művet. Sajátos kölcsönhatásba kerülnek a kisebb-nagyobb darabok, kialakítják a hierarchia-rendszerüket, előbb felelnek, sőt, vitáznak egymással, de a végén megtalálják helyüket, mondhatnánk: „beindul” a kompozíció.
A harmadik állomás, a réteg- és felületkezelés végső stációja a gyűrődések, szakítások, forgatások, törések munkája. A gyűrődések sokszor finom rátét-, azaz ráfestett vonalnak tűnnek, a szakítás pedig mindig a véletlen megkísértése, tehát velekacérkodás is, hiszen sosem tudható biztosan a végeredmény pontossága, azaz – lévén, hogy mű-alkotóelemről van szó: helytállósága. A tépés után visszamaradt terület, amely élből szél lett, vajon megállja-e a helyét? Ezzel a véletlenszerűséggel ellentétes az elemek forgatása, és ezáltal a körvonal megtörése, amely éppen hogy a legmagasabb fokú koncentrációt igénylő próbálkozás, de nem a véletlen kísérletezése, hanem a koncepciót szigorú fegyelemmel szem előtt tartó, kereső próbálkozás.
Így foglalhatjuk össze Alföldi László képépítésének három elemét.”

## Más lírai absztrakció

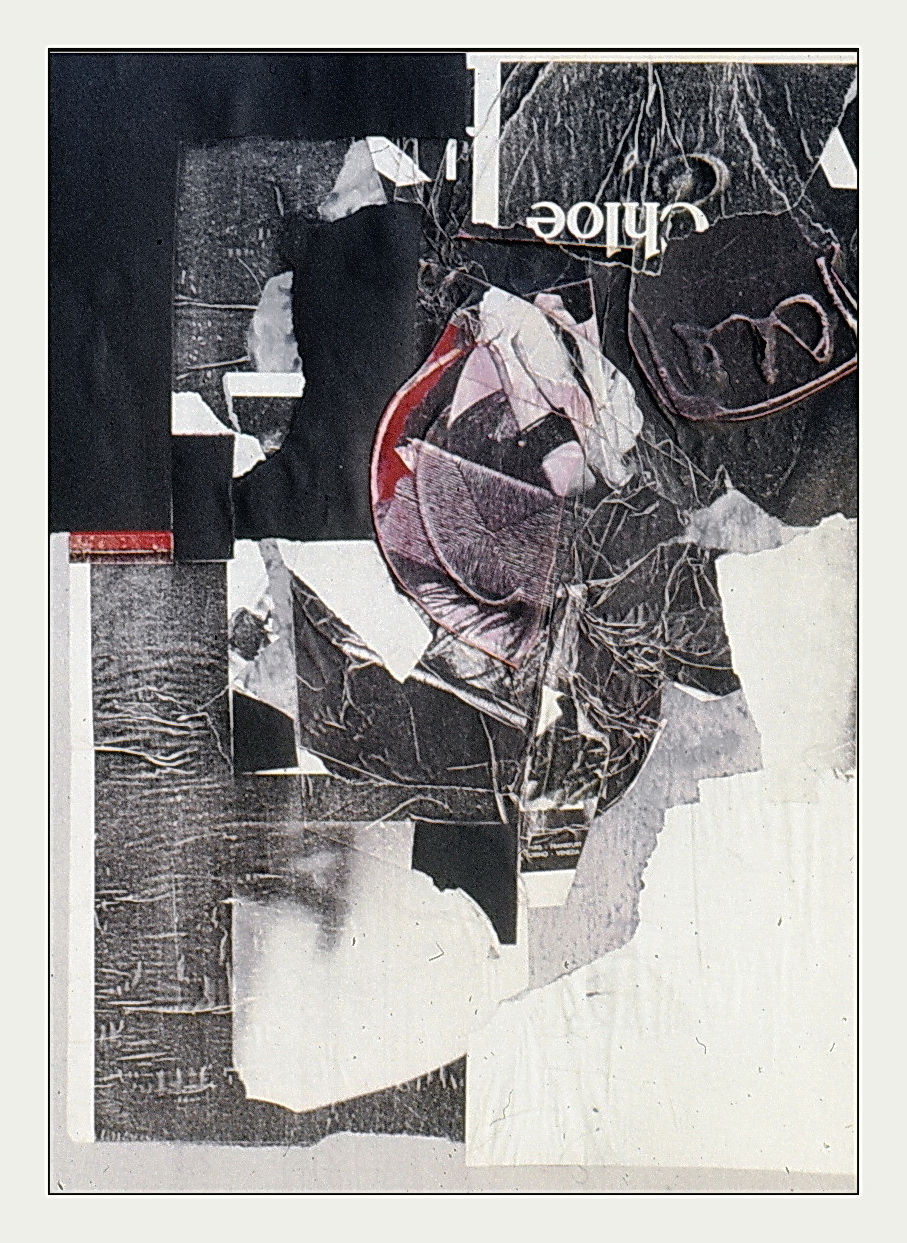
No1
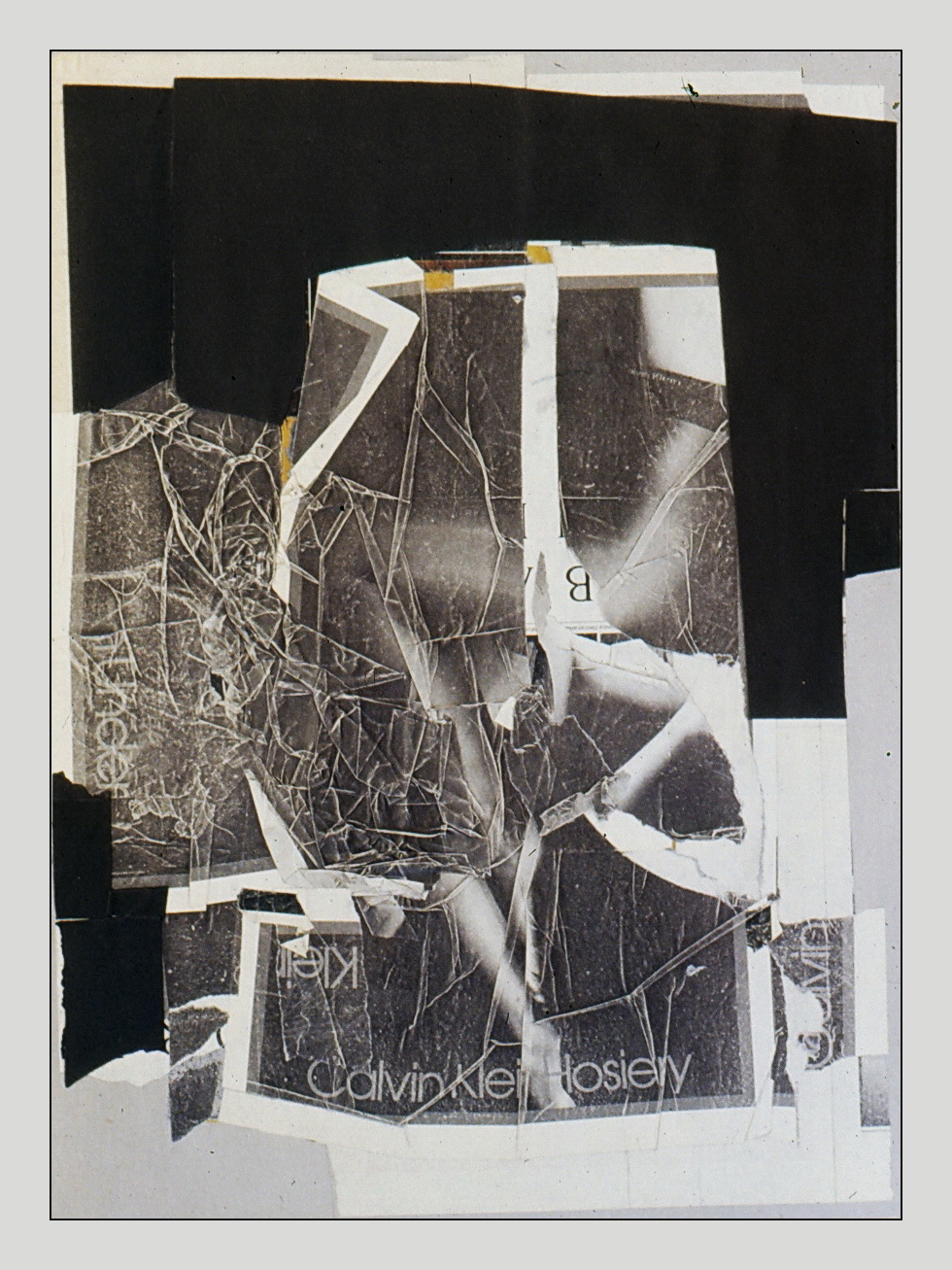
No2
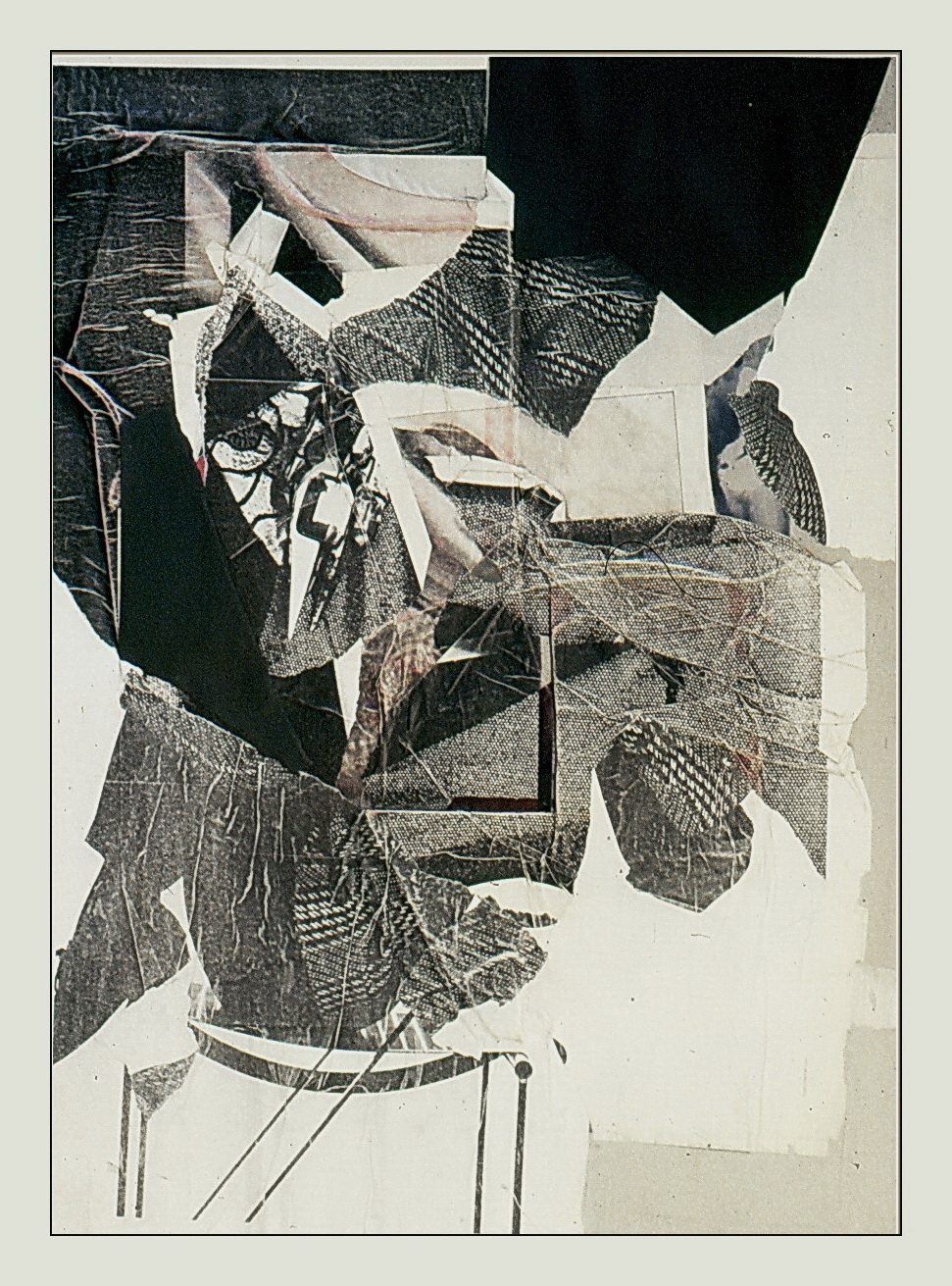
No3
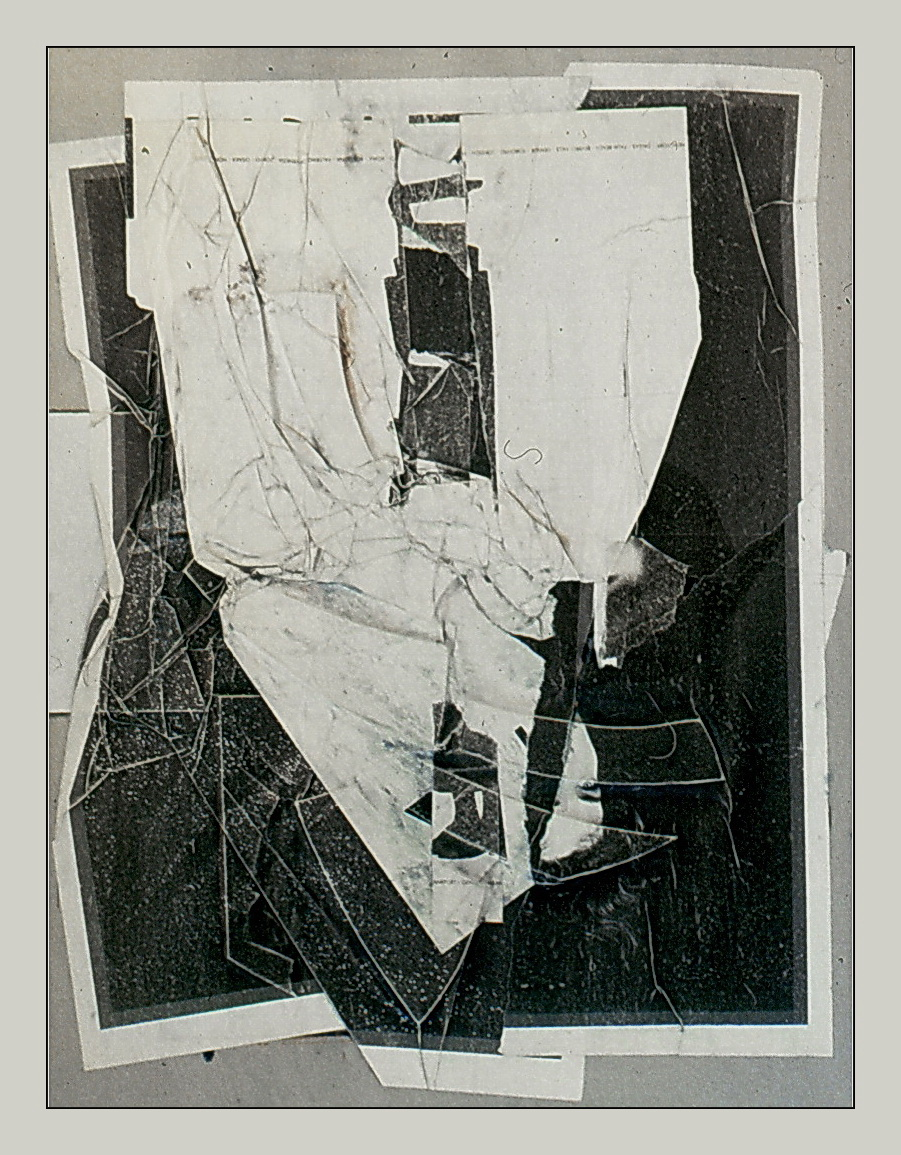
No4

## Kötetek alkotásaiból és alkotásairól
- Fischer Ernő - Szuromi Pál: Az utánzástól a szimbolikus formaképzésig. [A reprodukciókat Alföldi László és Rosá István kész.] Budapest, 1997. 87 p. ill.
- Budaörsi Művészek Egyesülete / [kiad. a Budaörsi Művészek Egyesülete] ; [a katalógusban szereplő művészek: Alföldi László et al.]. Budaörs : Budaörsi Művészek Egyesülete, 1999. ill.
- Franz Wendler és a budaörsi Kőhegyi kápolna 150 éve : Franz Wendler und die 150 Jahre der Steinberg-Kapelle in Budaörs / [összegyűjt.,sajtó alá rend. Kovács József László] ; [latin szöv. gond. Diós István] ; [fényképek: Alföldi László] ; [kiad. a] Budaörs Német Kisebbségi Önkormányzata, Riedl Ferenc Helytörténeti Gyűjtemény. Budaörs, 2005. 169 p., 4 t. ill.
- Somhegyi Zoltán - Urbán Gyula: Alföldi László. Budaörs, 2008. [24] p. ill., részben színes
- Alföldi László: III. A művek alapszerkezete. A képi építkezés és a mű struktúrájának kialakulása Fischer Ernő festőművész munkásságában, 2014

## Kiállításai (válogatás)

### Egyéni
- 1993 • Könyvtár Galéria, Budaörs
- 2000 • Zichy Major, Budaörs • Jazz Galéria, Budafok
- 2001 • Városháza, Szentendre • Kép-más-ok, T. Horváth Évával, Artusz Galéria, Budapest
- 2004 • Újlipótvárosi Klub Galéria, Budapest
- 2012 • Együtt c. kiállítás T. Horváth Évával, Újlipótvárosi Klub Galéria, Budapest • Pompeji vázlatok II., Boltíves Galéria, Budapest[3]
- 2013 • Pompeji vázlatok, SZTE JGYTK Rajz-Művészettörténeti Tanszék, a Tanszéki Galéria Fischer Terme, Szeged (rendező intézmények a Tanszék és a SZÖG-ART Művészeti Egyesület).

### Csoportos
- 1999 • II. Festészeti Triennálé, Magyar Festők Társasága (MFT), Művészetek Háza, Szekszárd[4]
- 2005 • Papír Forma - III. Országos Papírművészeti Triennálé, Vaszary Képtár, Kaposvár[5]
- 2009 • Magyar Festők Társasága kiállítása, Bartók '32 Galéria, Budapest[6]
- 2011 • Síkplasztikák - Hivatásos művészek meghívásos, országos kiállítása,[7] Padlás Galéria, Balatonalmádi
- 2012 • Új kollázsok – A Magyar Festők Társasága alkotóinak kiállítása, Vízivárosi Galéria, Budapest[8]

## Társasági tagság
- Magyar Festők Társasága;
- Budaörsi Művészek Egyesülete;
- Regio Art Dél-Budai Regionális Művészeti Egyesület.